# 1581 en science
| Années de la science : 1578 - 1579 - 1580 - 1581 - 1582 - 1583 - 1584    |
| Décennies de la science : 1550 - 1560 - 1570 - 1580 - 1590 - 1600 - 1610 |

Cet article présente les faits marquants de l'année 1581 en science.

## Événements
- 5 septembre : Galilée s'inscrit à l'Université de Pise[1].

## Publications
- Rembert Dodoens : Medicinalium observationum exempla rara, 1581 ;
- Henri de Monantheuil : De Angulo contactus. Ad Jacobum Peletarium… admonitio, Jamet Mettayer, 1581 ;
- Nicolas de Nancel : Discours très-ample de la peste et des moyens de la sceller par prières et très sainte conversion, Paris, 1581, disponible ici ;
- Mathias de l'Obel : Plantarum seu stirpium icones, Antverp, Christophe Plantin, 1581.
- Robert Norman : The Newe attractive, sur le magnétisme.

## Naissances

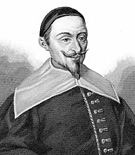
Claude-Gaspard Bachet de Méziriac

- 9 octobre : Claude-Gaspard Bachet de Méziriac († 1638),  mathématicien français.

- Gaspare Aselli († 1626), physicien italien.
- Edmund Gunter († 1621), mathématicien anglais.
- Charles Malapert (mort en 1630), prêtre jésuite et astronome belge.

## Décès
- Agatha Streicher, médecin allemande.